# Walter Clar
Walter David Clar Fritz, noto semplicemente come Walter Clar (Pirapó, 27 settembre 1994), è un calciatore paraguaiano, difensore del Tacuary.

## Caratteristiche tecniche
È un terzino sinistro.

## Carriera
Cresciuto nel settore giovanile dell'Olimpia, ha esordito in prima squadra il 28 giugno 2013 disputando l'incontro del División Profesional perso 2-1 contro il Sol de América.